# 弗拉姆蘭滕角
73°49′S 5°13′W / 73.817°S 5.217°W
弗拉姆蘭滕角是南極洲的海岬，位於毛德皇后地的瑪塔公主海岸，處於基爾萬海崖西南端附近，由挪威製圖師根據空中照片繪入地圖。